# Grupo Otimista
Predefinição:Info/organização

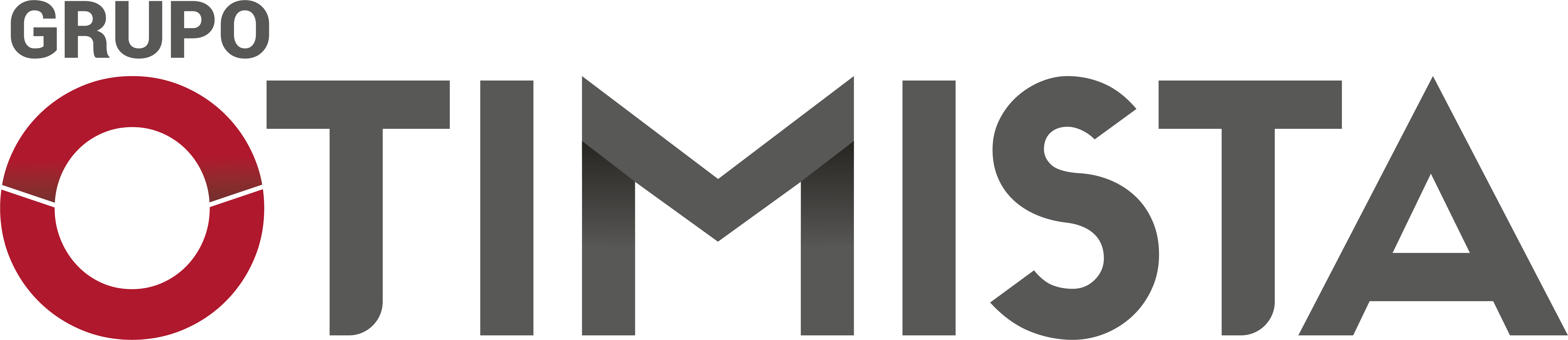

O Grupo Otimista de Comunicação é um conglomerado midiático brasileiro fundado em 2019, com sede em Fortaleza, Ceará. Atua em jornalismo impresso e digital, televisão, revistas e eventos, com uma linha editorial voltada ao chamado "jornalismo propositivo". O grupo se expandiu em 2024 para São Paulo e Brasília, promovendo fóruns e lançando novas publicações.

## História
O Grupo foi fundado em novembro de 2019, quando lançou o jornal O Otimista. De forma incomum, a publicação não começou pelo número 1, mas pela edição de número 1.570, em contagem regressiva. Em 3 de janeiro de 2025, chegou ao seu "número zero", após 1.570 edições, marcando simbolicamente o fim do primeiro ciclo e o início de uma nova fase.
Em 2021, o Grupo celebrou o 2º aniversário do jornal e o 1º aniversário da TV Otimista com a campanha “Ser Otimista Faz Bem”, realizada durante a CASACOR Ceará 2021 e divulgada em várias plataformas, reforçando sua proposta de jornalismo inspirador e propositivo.

## Linha editorial
O jornalismo praticado pelo grupo é descrito como propositivo, com foco em soluções e iniciativas construtivas. O modelo combina elementos tradicionais, como o jornal impresso diário, com práticas modernas: redação remota, coworking, terceirização da impressão e distribuição otimizada. O acesso ao conteúdo é livre.

## Veículos
- Jornal O Otimista – diário impresso e digital fundado em 2019.
- Portal O Otimista – versão digital com atualização contínua.
- TV Otimista – canal audiovisual de notícias e entrevistas.
- Revista Ótimo – publicação com foco em estilo de vida e negócios.
- Revista Tapis Rouge – revista de sociedade e cultura, também em versão digital.[4]
- Revista O Otimista Brasil – lançada em 2024, com foco em economia e desenvolvimento.
- Especiais – edições temáticas, como Tapis Rouge Iguatemi Bosque e Tapis Rouge CASACOR Ceará.

## Eventos e projetos
O Grupo organiza e realiza eventos próprios, entre eles:
- Fórum O Otimista Brasil – encontros realizados em Fortaleza, São Paulo e Brasília.[5][6]
- Rodada Otimista de Negócios – evento realizado com o Sindialimentos e apoio da FIEC e do Sebrae, reunindo empresas do setor alimentício.[7]

## Reconhecimento
Em abril de 2024, o Grupo Otimista recebeu homenagem na Assembleia Legislativa do Estado do Ceará durante sessão solene alusiva ao Dia Mundial da Criatividade e Inovação, destacando-se na categoria Empresas de Comunicação.

## Pessoas-chave
- Adriano Nogueira – fundador e presidente